# Pontedeva
Pontedeva – gmina w Hiszpanii, w prowincji Ourense, w Galicji, o powierzchni 9,86 km². W 2011 roku gmina liczyła 654 mieszkańców.